# Сапково (Тверская область)
Сапко́во — деревня в Калининском районе Тверской области. Относится к Аввакумовскому сельскому поселению.
Расположена восточнее Твери в 2 км к юго-востоку от посёлка Сахарово, на правом берегу реки Орши. Рядом деревня Горютино.
В 1997 году — 28 хозяйств, 76 жителей.